# Veranderlijke steurgarnaal
De veranderlijke steurgarnaal (Hippolyte varians) is een garnalensoort uit de familie van de Hippolytidae. De wetenschappelijke naam van de soort werd in 1814 voor het eerst geldig gepubliceerd door Leach.

## Beschrijving
De veranderlijke steurgarnaal is een kleine garnaal tot 32 mm lang, maar meestal minder. De kleur is variabel (zoals de algemene naam doet vermoeden) van rood, bruin, groen, gevlekt roodbruin of bijna transparant met rode en gele vlekken, afhankelijk van de leefomgeving. De onverdeelde rostrum is recht of licht naar boven gericht aan de punt en is bijna net zo lang als het schild met een enkele tand op het bovenoppervlak. Er is een ruggengraat of tand net boven en twee stekels onder elk oog. H. varians kunnen ook plukjes setae hebben op het bovenste schild en de buiksegmenten (pleonieten). Het eerste paar thoracale ledematen (pereopoden) zijn duidelijk korter dan de andere vier paren. De telson van deze soort heeft twee paar laterale stekels.
De veranderlijke steurgarnaal gebruikt zijn variabele kleur als camouflage gedurende de dag, maar 's nachts worden ze allemaal transparant blauwgroen, onafhankelijk van hun leefgebied. Deze soort broedt het hele jaar door met verhoogde intensiteit tijdens de zomermaanden. Hippolyte-varianten kunnen worden geïnfecteerd door de pissebed Bopyrina ocellata. De plukjes setae die op sommige individuen van H. varians aanwezig waren, brachten Gosse (1853) ertoe om het als een andere soort te classificeren; Hippolyte fascigera. Dit werd later echter ontkracht door Chassard-Bouchard (Smaldon, 1993).

## Verspreiding
Het verspreidingsgebied van de veranderlijke steurgarnaal loopt van Midden-Noorwegen en de Britse Eilanden tot in de Middellandse Zee. Deze soort komt voor in het intergetijdengebied en in ondiep water; hij is tot op 150 meter diepte gevangen. Komt echter het meest voor tussen wieren en in zeegrasvelden, soms op zand- of slibbodems of ook in rotspoeltjes. De veranderlijke steurgarnaal eet vooral kleine kreeftachtigen, wormen, wieren en organisch afval.